# Festiwal Klezmerów w Safedzie
Festiwal Klezmerów w Safedzie (hebr. פסטיבל הכליזמרים בצפת; ang. International Klezmer Festival in Zefat) – festiwal muzyczny odbywający się od 1987 roku w mieście Safed, na północy Izraela. Festiwal jest poświęcony muzyce klezmerskiej.

## Historia
Festiwal został ustanowiony w 1987 roku w Safedzie, w Górnej Galilei. Od tamtej pory odbywa się corocznie w sierpniu. Wpisał się on w tradycję miasta i jest uznawany za jeden z największych festiwali muzyki klezmerskiej w Izraelu. W 2013 roku prezes Żydowskiego Funduszu Narodowego Epic Kligman powiedział, że „jedną z ważnych funkcji Żydowskiego Funduszu Narodowego jest zachowanie zasobów naturalnych i kulturowych własności intelektualnych Izraela. Dlatego tu jesteśmy razem z tysiącami publiczności, z okazji Festiwalu Klezmerów. Jesteśmy dumni, że pomagając istnieniu Festiwalu Klezmerów w Safedzie wspieramy turystykę na północy. Festiwal Klezmerów, tak jak muzyka żydowska, jest własnością intelektualną narodu Izraela”.

## Informacje ogólne
Organizatorzy pragnęli, aby był to otwarty dla publiczności festiwal muzyki ludowej, który mógłby przerodzić się w święto całego miasta Safed. Dlatego przy okazji festiwalu odbywa się szereg imprez towarzyszących, które w wielu etapach odbywają się w różnych zakątkach Starego Miasta Safedu. Organizowane są wykłady na temat mistycyzmu kabalistów z Safedu. Wycieczki umożliwiają turystom zapoznanie się z ważnymi historycznie budynkami w mieście. Szereg innych imprez jest skierowanych do bardziej zamkniętych grup akademickich lub naukowych. Samemu festiwalowi muzycznemu towarzyszą warsztaty oraz przegląd filmów żydowskich. Na festiwalu występują najbardziej znani na całym świecie klezmerzy, między innymi Dawid D’Or, Giora Feidman i inni.